# Jermycoccus boliviensis
Jermycoccus boliviensis är en insektsart som beskrevs av Ferenc Kozár och Konczné Benedicty 2002. Jermycoccus boliviensis ingår i släktet Jermycoccus och familjen vaxsköldlöss.
Artens utbredningsområde är Bolivia. Inga underarter finns listade i Catalogue of Life.